# Pohénégamook
Pohénégamook est une ville du Québec située dans la municipalité régionale de comté du Témiscouata au Bas-Saint-Laurent. Elle est née le 23 octobre 1973 de la fusion des municipalités de Sully, Saint-Pierre-d'Estcourt et Saint-Éleuthère.

## Toponymie
Le nom d'origine autochtone a d'abord été donné au lac Pohénégamook, au canton et au bureau de poste.
Les gentilés sont nommés Pohénégamookois et Pohénégamookoises.

## Histoire
Pohénégamook fut occupée à l'origine par les Malécites, pour qui l'appellation désignait un endroit du campement, lieu de repos, parce qu'ils étaient à l'abri des intempéries des plaines du Fleuve Saint-Laurent.
C'est l'une des localités organisatrices du Ve Congrès mondial acadien en 2014.

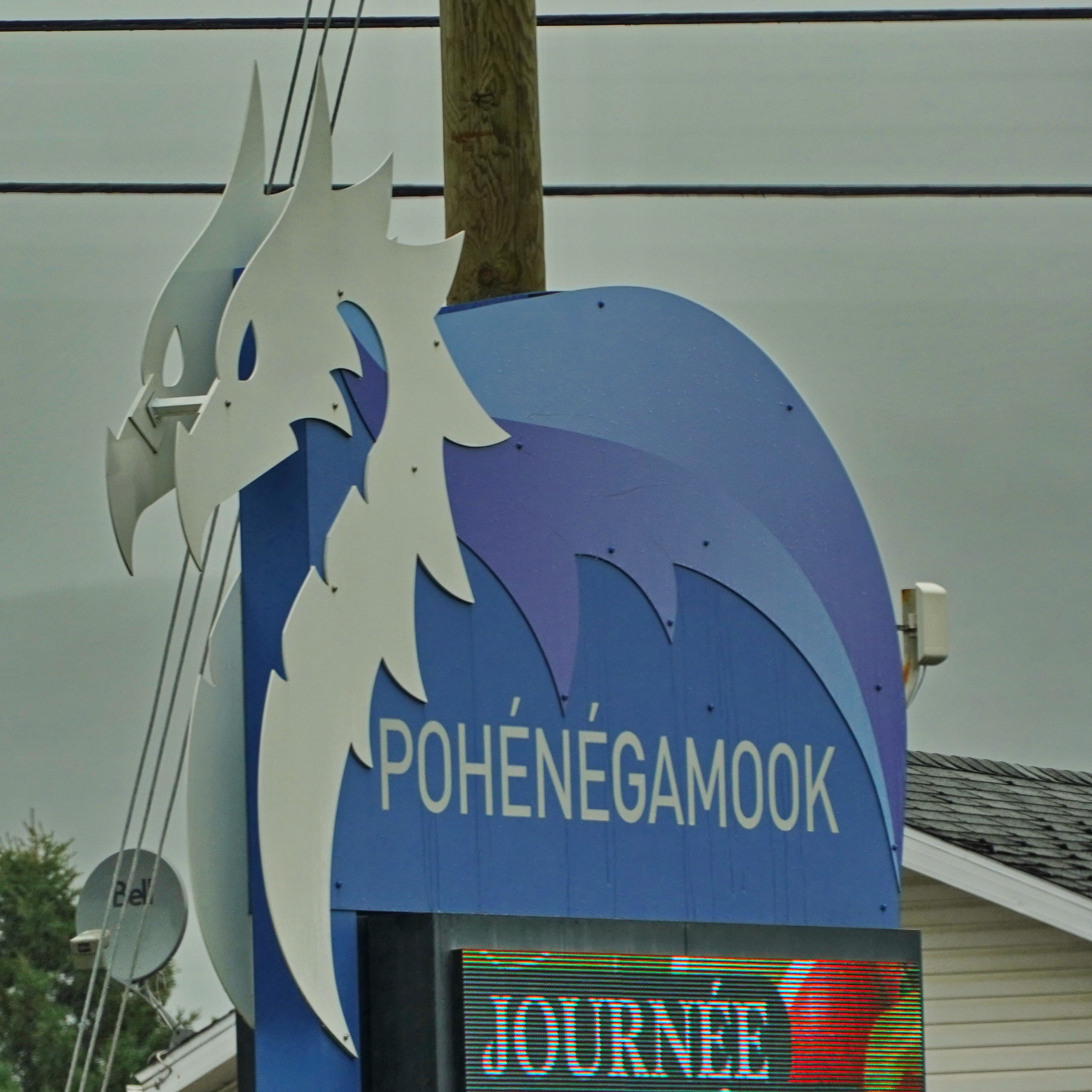
Folklore lake dragon creature Ponik depicted on town hall sign for Pohenegamook, Quebec

### Saint-Éleuthère
Le canton de Pohénégamook fut érigé le 5 mars 1872. L'ouverture des registres de la paroisse catholique a lieu en 1874, la paroisse étant fondée en pleine forêt par l'abbé Clovis Roy de Saint-Alexandre-de-Kamouraska. La municipalité du canton de Pohénégamook est érigée le 9 mai 1903, il s'agit de la première organisation municipale de l'endroit. À partir du 7 juin 1923, la municipalité du canton de Pohénégamook prend le nom de la paroisse de Saint-Éleuthère.
Le nom de Saint-Éleuthère viens d'Éleuthère qui fut pape de 175 à 189.
Du 31 juillet au 4 août 2024 ont eu lieu les premières festivités du 150e de St-Éleuthère. Plus de 2 000 participants ont visité les lieux des expositions et des multiples activités offertes.
À la suite de cette célébration, 15 300 $ ont été remis aux organismes participants de la région.

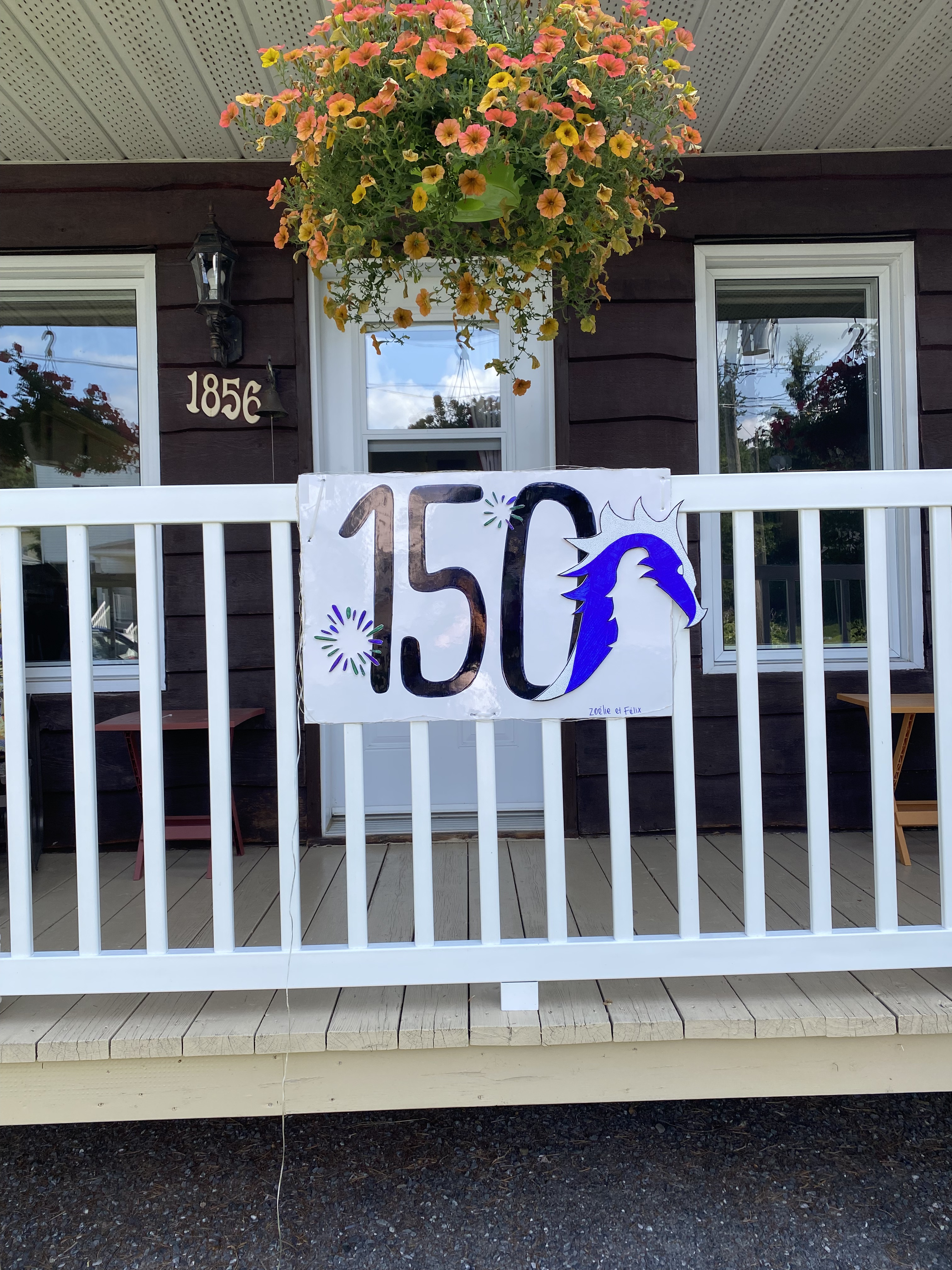
Décorations dans les rues de Pohénégamook au 150e de St-Éleuthère.

### Saint-Pierre-d'Estcourt
L'érection de la municipalité de la paroisse de Saint-Pierre-d'Estcourt a lieu le 21 mars 1922 de la scission du canton de Pohénégamook et de la paroisse de Saint-David. Une mission catholique est fondée en 1923, les messes y sont alors célébrées dans une école. Dès l'année suivante, une chapelle y ouvre ses portes, cette dernière fera place à l'église paroissiale construite en 1933.
Le nom d'Estcourt reprend le canton du même nom proclamé en 1866 et dénommé en souvenir de l'arpenteur et commissaire britannique James Bucknall Estcourt (1802-1855) qui fut chargé de tracé la frontière canado-américaine à la suite du traité Webster-Ashburton.

### Sully
Une première mission catholique voit le jour à Sully en 1914, cette mission sera d'ailleurs rapidement remplacée par la paroisse de Saint-David-d'Estcourt dont l'érection canonique a lieu en décembre 1918 et l'érection civile en 1919. Par contre, l'organisation municipale voit le jour en 1915 sous le nom de municipalité d'Estcourt, celle-ci changera son nom pour Saint-David-d'Estcourt dès 1919. Une première église est construite en 1921 et incendiée par un feu de forêt en 1921. L'église actuelle date de 1924 et fut agrandie en 1946.
C'est à partir du 23 avril 1966 que la municipalité prend le nom de Sully, le nom est encore utilisé pour désigner le territoire de l'ancienne municipalité.
Le patronage de Saint-David rappelle le souvenir de David Chénard qui fut curé de la paroisse voisine de Saint-Éleuthère et un ancien desservant de la paroisse. Quant à Sully, nom premièrement utilisé par le bureau de poste local, rappelle le souvenir de Maximilien de Béthune, duc de Sully (1559-1641) qui fut ministre français des Finances sous le règne du roi Henri-IV.

### Chronologie
- 9 mai 1903 : Érection de la municipalité du canton de Pohénégamook.
- 22 septembre 1915 : Érection de la municipalité d'Estcourt.
- 5 novembre 1919 : La municipalité d'Estcourt devient la municipalité de Saint-David-d'Estcourt.
- 21 mars 1922 : Érection de la paroisse de Saint-Pierre d'Estcourt à partir de territoire du canton de Pohénégamook et de la paroisse de Saint-David.
- 7 juin 1923 : La municipalité du canton de Pohénégamook devient la paroisse de St-Éleuthère.
- 23 avril 1966 : La municipalité de Saint-David-d'Estcourt change son nom pour Sully.
- 15 mars 1969 : La paroisse de St-Éleuthère change son nom et son statut et devient la municipalité de Saint-Éleuthère. La paroisse de Saint-Pierre d'Estcourt change son nom pour Saint-Pierre-d'Estcourt.
- 3 novembre 1973 : Les municipalités de Saint-Éleuthère et de Sully ainsi que la paroisse de Saint-Pierre-d'Estcourt fusionnent lors de la création de la ville de Pohénégamook.

## Géographie

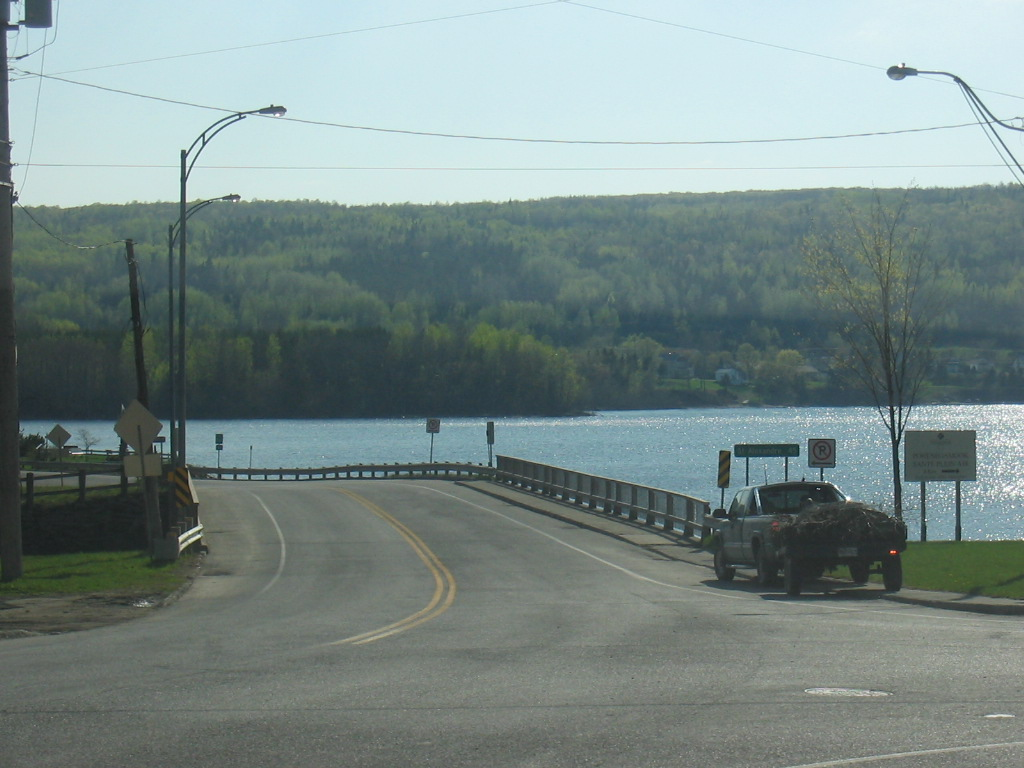
La route 289 à Pohénégamook en octobre 2010.

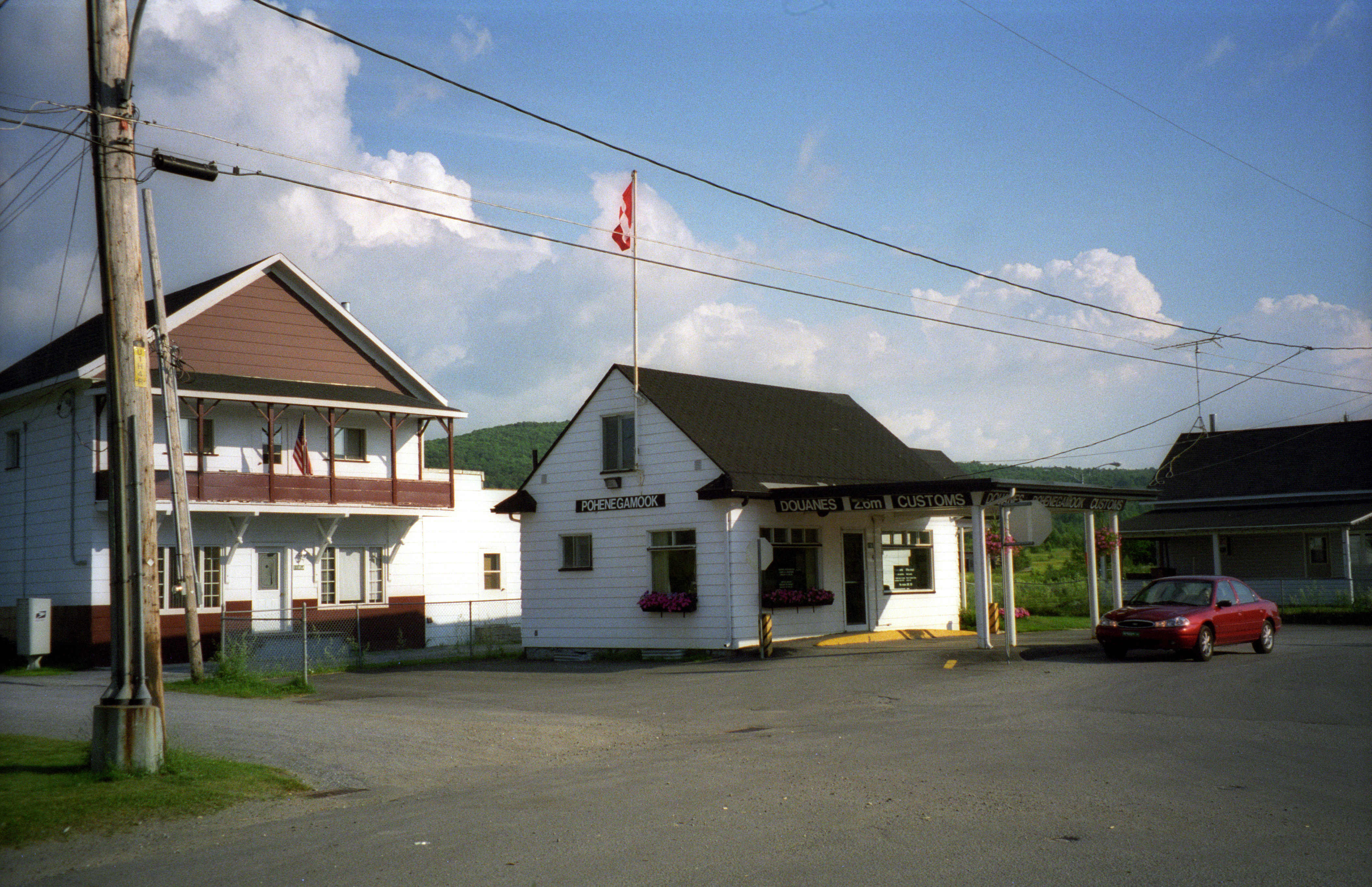
Le poste frontalier à la frontière entre le Canada et les États-Unis à Pohénégamook en juillet 1997.

Pohénégamook est situé sur le versant sud du fleuve Saint-Laurent à 235 kilomètres à l'est de Québec et à 520 kilomètres au sud-ouest de Gaspé. Les villes importantes près de Pohénégamook sont Témiscouata-sur-le-Lac à 50 kilomètres à l'est et Rivière-du-Loup à 65 kilomètres au nord. Pohénégamook est situé sur la frontière avec les États-Unis. La ville est adjacente à Estcourt Station au Maine, qui se compose de plusieurs maisons, dont certaines ont été construites avant la frontière internationale a été correctement étudiée à travers la zone et qui divise aujourd'hui la frontière. La ville est située sur la route 289 entre Saint-Alexandre-de-Kamouraska au nord-ouest et Rivière-Bleue au sud. Le territoire de Pohénégamook couvre une superficie de 351,97 km2.
Le lac Pohénégamook bordant la ville mesure neuf kilomètres de longueur pour environ un kilomètre de largeur. Une légende prétend qu'un monstre connu sous le nom de Ponik errerait dans ce lac. La bête aurait la forme d'un canot renversé parsemé d'écailles. Les suppositions des origines de la bête sont nombreuses : esturgeon, serpent de mer ou encore de vieux billots de bois. Quoi qu'il en soit, cette histoire permet à la ville de Pohénégamook d'être reconnue par de nombreux Québécois. Un livre pour enfant a été écrit en 2017 par les auteurs Martine Latulippe et Fabrice Boulanger sur la légende du monstre du lac Pohénégamook.
En 2019, la construction d'une nouvelle caserne de pompiers a débuté, afin de rassembler trois casernes déjà existantes. Ce projet a coûté environ 5M$.

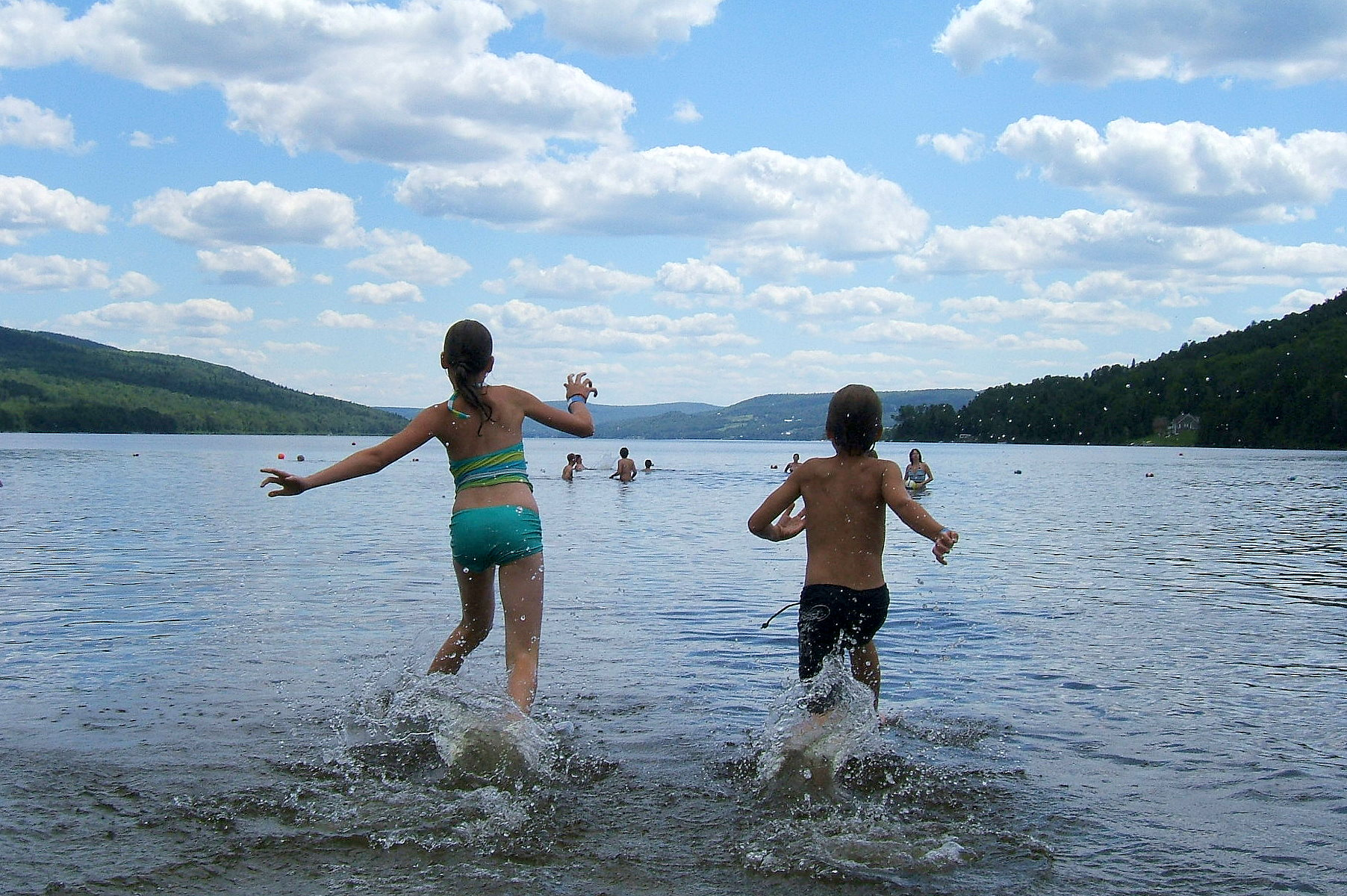
Plage municipale à la tête du lac Pohénégamook.

### Hydrographie
À partir du lac des roches(d) la rivière Rocheuse traverse la pointe ouest de la municipalité vers le nord.
La Petite rivière Bleue en traverse les pointes est vers le sud.
La rivière Bleue Sud-Ouest en traverse l'est vers le sud-est.
La rivière Boucanée traverse l'ouest pour se jeter dans le lac Pohénégamook.

## Démographie

### Avant la fusion de 1973

#### Saint-Éleuthère
| 1891 | 1921  | 1931  | 1941  | 1951  | 1956  | 1961  | 1966  | 1971  |
| ---- | ----- | ----- | ----- | ----- | ----- | ----- | ----- | ----- |
| 611  | 1 855 | 1 489 | 1 698 | 1 829 | 1 849 | 1 822 | 1 665 | 1 592 |

#### Saint-Pierre-d'Estcourt
| 1931 | 1941 | 1951  | 1956  | 1961  | 1966  | 1971  |
| ---- | ---- | ----- | ----- | ----- | ----- | ----- |
| 941  | 958  | 1 302 | 1 340 | 1 358 | 1 237 | 1 104 |

#### Sully
| 1921  | 1931 | 1941  | 1951  | 1956  | 1961  | 1966  | 1971  |
| ----- | ---- | ----- | ----- | ----- | ----- | ----- | ----- |
| 1 036 | 870  | 1 061 | 1 364 | 1 431 | 1 444 | 1 375 | 1 263 |

### Après la fusion de 1973

#### Ville de Pohénégamook
| 1976  | 1981  | 1986  | 1991  | 1996  | 2001  |
| ----- | ----- | ----- | ----- | ----- | ----- |
| 3 627 | 3 702 | 3 526 | 3 248 | 3 259 | 3 097 |

| 2006  | 2011  | 2016  | 2021  | - | - |
| ----- | ----- | ----- | ----- | - | - |
| 2 940 | 2 770 | 2 582 | 2 481 | - | - |

Selon Statistique Canada, la population de Pohénégamook était de 2 940 habitants en 2006. La tendance démographique des dernières années suit celle de l'Est du Québec, c'est-à-dire une décroissance. En effet, en 2001, la population était de 3 097 habitants. Ce qui correspond à un taux de décroissance de 8,6 % en cinq ans. L'âge médian de la population de Pohénégamook va à l'inverse, en augmentant de 44,5 ans en 2006 à 48,3 en 2011.
Le nombre total de logements privés dans la ville est de 1 406. Cependant, seulement 1 203 de ces logements sont occupés par des résidents permanents. La majorité des logements de Pohénégamook sont des maisons individuelles.
0,3 % de la population de Pohénégamook est issue de l'immigration. De plus, selon Statistiques Canada, 0,3 % de la population n'avait pas le statut de résident permanent du Canada en 2006. 99,3 % de la population a le français en tant que langue maternelle ; le reste est partagé à parts égales entre l'anglais et une autre langue que le français et l'anglais. 8,7 % de la population maitrise les deux langues officielles du Canada ; tous les habitants connaissent le français. 1,4 % de la population de Pohénégamook a une identité autochtone.
Le taux de chômage dans la ville était de 13 % en 2006. Le revenu médian des Gamookois est de 21 607 $.
42 % de la population de 15 ans et plus de Pohénégamook n'a aucun diplôme d'éducation. 40 % de cette population n'a que le diplôme d'études secondaires ou professionnelles. 4,5 % de cette population a un diplôme de niveau universitaire. 1,7 % des diplômés postsecondaires ont effectué leurs études à l'extérieur du Canada. Le principal domaine d'études des Gamookois est « l'architecture, le génie et les services connexes ».
Écoles à Pohénégamook
École Saint-Joseph, 479 rue St-Vallier.
École secondaire du transcontinental, 685 rang Notre-Dame-des-Champs.
École Saint-David, 460 rue Saint-David.
École Marie-Reine-des-Cœurs, 1250 rue Beaupré.

## Administration
Les élections municipales se font en bloc pour le maire et les six conseillers.
| Pohénégamook Maires depuis 2001                                                                                      |                |         |          |
| Élection | Maire          | Qualité | Résultat |
| 2001 | André Sénéchal |         | Voir     |
| 2005 | Guy Leblanc    |         | Voir     |
| 2009 | Louise Labonté |         | Voir     |
| 2013 | Louise Labonté | Voir    |          |
| 2017 | Louise Labonté | Voir    |          |
| 2021 | Benoit Morin   |         | Voir     |
| Élection partielle en italique Depuis 2005, les élections sont simultanées dans toutes les municipalités québécoises |                |         |          |

## Personnalités
- Jean-Pierre Ouellet, enseignant et homme politique, né en 1942 à Saint-Éleuthère.
- Marie-Pierre Morin, en 2018, elle et Brandon Prust se sont mariés à Pohénégamook, à l'église de St-Éleuthère[19].